# Mallinella dambrica
Mallinella dambrica là một loài nhện trong họ Zodariidae.
Loài này thuộc chi Mallinella. Mallinella dambrica được Hirotsugu Ono miêu tả năm 2004.